# Stavenice
Stavenice (německy Steinmetz) je obec v okrese Šumperk v Olomouckém kraji. Žije zde 136 obyvatel.

## Historie
První písemná zmínka o obci pochází z roku 1273 (Stebnicz).

## Obyvatelstvo
| Rok            | 1869 | 1880 | 1890 | 1900 | 1910 | 1921 | 1930 | 1950 | 1961 | 1970 | 1980 | 1991 | 2001 | 2011 | 2021 |
| -------------- | ---- | ---- | ---- | ---- | ---- | ---- | ---- | ---- | ---- | ---- | ---- | ---- | ---- | ---- | ---- |
| Počet obyvatel | 231  | 240  | 260  | 285  | 246  | 248  | 254  | 192  | 200  | 181  | 140  | 132  | 156  | 145  | 127  |
| Počet domů     | 37   | 40   | 41   | 42   | 49   | 52   | 53   | 49   | 50   | 44   | 41   | 47   | 51   | 55   | 56   |

## Obecní správa
Mezi lety 1869–1975 Stavenice byla obcí v okrese Zábřeh (1869–1950) a později v okrese Šumperk. Od 1. ledna 1976 do 31. prosince 1991 patřila jako část města k Úsovu a od 1. ledna 1992 je opět samostatnou obcí.

### Obecní symboly
Znak a vlajka byly obci uděleny rozhodnutím předsedkyně Poslanecké sněmovny Parlamentu České republiky dne 9. listopadu 2010.

## Pamětihodnosti
V katastru obce jsou evidovány tyto kulturní památky:
- Boží muka (u silnice na Úsov) – pilířová boží muka z 2. poloviny 18. století
- Boží muka (uprostřed vsi) – pilířová boží muka z konce 18. století
- Kříž – empírová kamenická práce z roku 1816
- Mohylové pohřebiště (Velký Bradlec) – archeologická lokalita, skupina 15 mohyl z doby 1500 až 1300 let př. n. l., lužická kultura
- pravěké hradiště v poloze „Na flecích“ – významná archeologická lokalita bolerázské kultury datovaná do období 3500–3300 př. n. l.[11]
- Hradisko (v lese u kóty 316,1) – na ploše zhruba oválu (100 × 50 m) kolem kóty; archeologická lokalita – slovanské hradisko
- Kaple sv. Floriána uprostřed obce (památkově chráněna od prosince 2013)

Na místním hřbitově se nachází památník padlým v první světové válce. Na první části je státní znak a nápis, na druhé jména a fotografie padlých.